# Helene Partik-Pablé
Helene Partik-Pablé (12 de agosto de 1939) é uma juíza aposentada e política austríaca.
Em 1977, ela tornou-se juíza.
De 1983 até 2006, Helene Partik-Pablé foi deputada no Nationalrat.
Em 28 de abril de 2006, ela saiu do FPÖ e associu-se à BZÖ.